# Kafirnigan
Il Kafirnigan o Kofarnihon (in tagiko Кофарниҳон) è un fiume del Tagikistan. È uno dei più importanti affluenti dell’Amu Darya dopo il Panj e il Vakhsh.

## Geografia
Nasce sulle pendici meridionali dei monti Gissar nel distretto di Vahdat (chiamato precedentemente distretto di Kafirnigan) della provincia di Nohiyahoi tobei Jumhurii, e scorre per 387 km in direzione sud-ovest. Attraversa le città di Kofarnihon, Vahdat e aggira Dushanbe attraverso la periferia sud. Qui, sulla sponda destra, riceve le abbondanti acque del Warsob. Cambia quindi direzione, dirigendosi a sud. Attraversa quindi la provincia di Khatlon dirigendosi verso la frontiera afghana. In questa regione, forma la frontiera con l’Uzbekistan per circa 40 km. Si getta infine nell’Amu Darya sulla sponda destra, circa 40 km a ovest della confluenza tra il Vakhsh e il Panj.

## Affluenti
- Il Warsob è il suo affluente principale. Nasce, come il Kafirnigan, sui monti Gissar, e si unisce a questo sulla sponda destra, poco dopo aver attraversato la città di Dushanbe.
- Il Khanaka è anch’esso un affluente di destra ricco di acque proveniente dai monti Gissar. Bagna la città di Hisor, situata una ventina di chilometri a ovest di Dushanbe, prima di confluire nel Kafirnigan.

## Idrologia
Il Kafirnigan è un fiume ricco di acqua. La sua portata, monitorata dal 1961 al 1990, è risultata essere di 162 m³/s, vale a dire più della metà di quella della Senna a Parigi. Costituisce un’importante fonte di acqua potabile soprattutto per la città di Dushanbe, capitale del paese. Il suo corso inferiore, tuttavia, è inquinato, a causa dei rifiuti insufficientemente trattati provenienti dalle città di Dushanbe e di Vahdat.

### Idrometria - La portata del Kafirnigan a Tartki
La portata del Kafirnigan è stata monitorata per 50 anni (tra il 1936 e il 1985) a Tartki, località tagika situata all’ingresso del fiume nell’arida pianura dell’Amu Darya, a 80 km dalla sua confluenza con il fiume. Nel suo settore inferiore, tra Tartki e il fiume, il Kafirnigan non riceve più alcun affluente di una certa importanza, e la sua portata smette di crescere.